# BTV Cinema
bTV Cinema (Би-Ти-Ви Синема) — болгарский развлекательный телевизионный канал, часть медиахолдинга bTV Media Group. Вещает с 7 декабря 2009. Показывает преимущественно кинофильмы и сериалы.

## История
7 декабря 2009 своё вещание начал bTV Cinema, который дебютировал с показов кинофильмов  производства крупнейших кинокомпаний Голливуда: 20th Century Fox, Walt Disney Pictures, Universal Pictures и Metro-Goldwyn-Mayer. Аудиторию телеканала составляют зрители от 18 до 49 лет. В настоящий момент он показывает не только голливудские фильмы, но и премьеры европейского кино, а также болгарские телесериалы. С 2012 года он показывает в прямом эфире церемонии награждения крупнейшими киноприемиями: «Оскар», «Золотой глобус» и т.д. С 7 октября 2012 он вещает в формате 16:9.

## Технология вещания
Вещание bTV Cinema доступно через кабельные сети и IPTV, а также через спутники Astra 1G, Intelsat 12 и Hellas Sat 2.